# Catena Arnas-Ciamarella
La Catena Arnas-Ciamarella è un massiccio montuoso delle Alpi Graie. Si trova tra l'Italia (Piemonte) e la Francia (Savoia). Prende il nome dall'Uia di Ciamarella e dalla Punta d'Arnas che ne sono le due montagne più significative.

## Caratteristiche
Costituisce la parte centrale delle Alpi di Lanzo e dell'Alta Moriana.

## Delimitazioni
Ruotando in senso orario i limiti geografici sono: Colle dell'Autaret, Valle d'Averole, fiume Arc, Col Girard, Val Grande di Lanzo, Valle di Viù, Colle Autaret.

## Classificazione
La SOIUSA definisce la Catena Arnas-Ciamarella come un supergruppo alpino e vi attribuisce la seguente classificazione:
- Grande parte = Alpi Occidentali
- Grande settore = Alpi Nord-occidentali
- Sezione = Alpi Graie
- Sottosezione = Alpi di Lanzo e dell'Alta Moriana
- Supergruppo = Catena Arnas-Ciamarella
- Codice = I/B-7.I-B

## Suddivisione
La SOIUSA suddivide inoltre la catena in quattro gruppi e nove sottogruppi:
- Gruppo Autaret-Ovarda (4)
  - Cresta Autaret-Lera-Arnas (4.a)
  - Sottogruppo dell'Ovarda (4.b)
  - Cresta Ciorneva-Montù-Marmottere (4.c)
- Gruppo Bessanese-Albaron (5)
  - Sottogruppo della Bessanese (5.a)
  - Cresta Albaron-Grand Fond (5.b)
- Gruppo Ciamarella-Mondrone (6)
  - Sottogruppo della Ciamarella (6.a)
  - Cresta del Mondrone (6.b)
- Gruppo Sea-Mulinet (7)
  - Sottogruppo Sea-Monfret (7.a)
  - Sottogruppo Gura-Mulinet-Martellot (7.b)

## Montagne

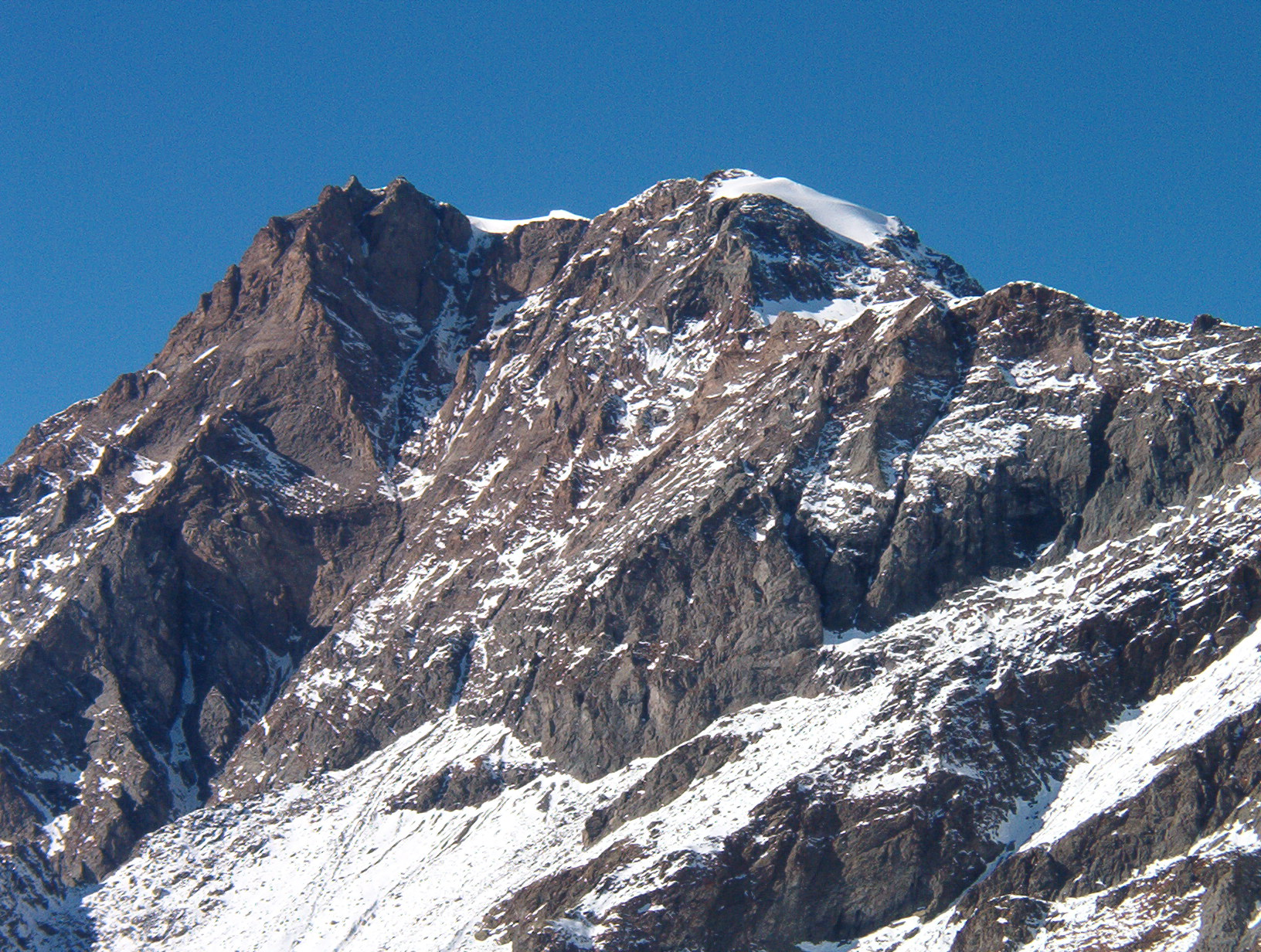
L'Uia di Ciamarella.

Le montagne principali del gruppo sono:
- Uia di Ciamarella - 3.676 m
- Albaron di Savoia - 3.638 m
- Uia di Bessanese - 3.604 m
- Punta d'Arnas - 3.560 m
- Croce Rossa - 3.546 m
- Piccola Ciamarella - 3.540 m
- Punta Chalanson - 3.530 m
- Monte Collerin - 3.475 m
- Roc du Mulinet - 3.469 m
- Punta Sulè - 3.384 m
- Cima Monfret - 3.374 m
- Monte Lera - 3.355 m
- Punta Tonini - 3.324 m
- Torre d'Ovarda - 3.075 m
- Ouille du Midi - 3.042 m
- Cima Autour - 3.021 m
- Testa dell'Autaret - 3.015 m
- Punta Lucellina - 2.996 m
- Uia di Mondrone - 2.964 m
- Uia di Mombran - 2.932 m
- Monte Ciorneva - 2.918 m
- Cima Leitosa - 2.870 m
- Punta Golai - 2.819 m
- Monte Rosso d'Ala - 2.763 m
- Rocca Turo - 2.757 m
- Monte Doubia - 2.463 m
- Monte Marmottere - 2.192 m
- Uia di Calcante - 1.614 m
- Monte Santa Cristina - 1.340 m
- Rocca Ciarva - 2.364 m